# TTLL3
TTLL3‏ (Tubulin tyrosine ligase like 3) هوَ بروتين يُشَفر بواسطة جين TTLL3 في الإنسان.